# Římskokatolická farnost Mcely
Římskokatolická farnost Mcely (lat. Mzella, něm. Mzell) je církevní správní jednotka sdružující římské katolíky na území obce Mcely a v jejím okolí. Farnost původně patřila do nymburského vikariátu, který při úpravách hranic diecézí české církevní provincie ke 31. květnu 1993 zanikl. Od té doby organizačně spadá do mladoboleslavského vikariátu, který je jedním z 10 vikariátů litoměřické diecéze. Centrem farnosti je kostel sv. Václava ve Mcelích.

## Historie farnosti
Obec Mcely se poprvé připomíná v roce 1252. Farní kostel sv. Václava ve Mcelích je poprvé zmiňován v roce 1352. Za husitských válek středověká farnost (plebánie) zanikla. Matriky jsou pro místo zachovány od roku 1759. Farnost byla v místě kanonicky obnovena od roku 1784.

### Mcelská zjevení

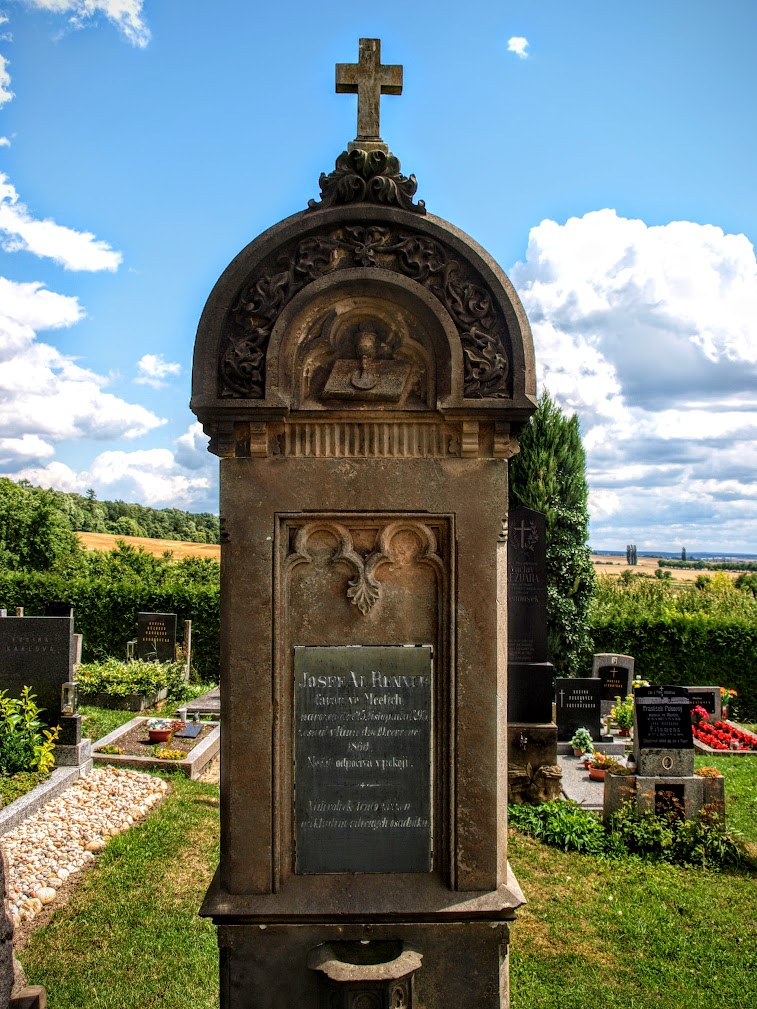
Náhrobek J. A. Rennera na mcelském hřbitově

V dějinách farnosti za faráře Josefa Aloise Rennera, v roce 1849 došlo ve farnosti k událostem, pro něž se používá označení „Mcelská zjevení“, „Vidění tří děvčátek“, či „Mcelský zázrak“. Třem děvčatům (tehdy ve věku 12, 11 a 9 let) se zde údajně zjevila Panna Maria, a vyzvala je k modlitbám za duše v očistci.
Zjevení se několikráte opakovala, a to dokonce v přítomnosti dalších lidí. O Mcely se začala zajímat také tou dobou v nedalekém Nymburce žijící Božena Němcová a její manžel. Tito psali o Mcelských událostech do Národních novin, které vydával Karel Havlíček Borovský a spolu s ním mají tito dva největší podíl na tom, že zjevení byla po několika letech jako zpochybněná zapomenuta.
Děvčata-vizionářky měly časté bolestivé extatické stavy v přítomnosti lidí, kteří do Mcel přicházeli.
Farář Renner byl k událostem zdrženlivý a snažil se získat k věci stanovisko litoměřického biskupa. Mezitím se do událostí zapojily civilní orgány a došlo k několika šetřením přímo na místě. Při prvním šetření komisi farář Renner odmítl vpustit na faru, odvolávaje se na to, že podléhá pouze biskupovi. Během druhého šetření je již na faru pustit musel, ač vyjádření od biskupa dosud neobdržel.
Děvčata byla následně izolována. Jedna z nich pobývala u svého strýce Václava Beránka, faráře v nedaleké obci Osenice. Zde podle Beránkem vedené farní kroniky měla také zjevení. Další aktivity manželů Němcových a Borovského, kteří v Národních novinách zjevení označovala jako „jezovitské kejkle“ začal zájem o mcelské události utichat, až utichl úplně.
Roku 1892 vycházely vzpomínky mcelského kostelníka a františkánského terciáře Josefa Jindřicha Boldy (uváděn též jako Josef Balda) uveřejněné v časopise „Zahrádka sv. Františka“ pod názvem „Miláčkové Královny sv. Růžence – podivuhodné události ve Mcelích na Nymbursku“ (v číslech 1-7 tohoto měsíčníku), které detailně popisují pohledem dobové kultury události mcelského zjevení.
Teprve v 90. letech 20. století se začalo z iniciativy tehdejšího faráře Rudolfa Zimandla s poutěmi opět. A tyto poutě jsou dodnes. Církev se sice ke zjevením nevyjádřila, ale také poutě nezakázala. Mcely se tak coby poutní místo octly v podobné situaci jako známá Medjugorie v Bosně, což je také církví zatím neuznané, ale také nezakázané poutní místo.
Do Mcel se putuje vždy 1. sobotu v červenci, což je blízko data prvního zjevení Panny Marie zde v roce 1849, a poté v sobotu po 2. listopadu, kdy se poutníci modlí právě za duše v očistci.

## Duchovní správcové vedoucí farnost
Začátek působnosti jmenovaného v duchovní správě farnosti od:
- 1366 Mathias[6] (Matyáš, po něm téhož roku kněz Konrád a po jeho smrti kněz Čeněk[7])
- Conradus[6] (Konrád[7])
- Čeněk, † 1368[6]
- (25. 10.[7]) 1368 Sebestianus[6] (Šebestián, syn Mikuláše z Brodec, po něm kněz Tomáš[7])
- Thomas[6] (Tomáš[7])
- 1390 Joannes z Maršovic[6] (Jan z pražské diecéze, potvrdil kanovník Jan z Pomuku[7])
- 1392 Joannes z Ostryb[6] (Jan, dříve plebán při kostele v Ostrybu, potvrdil kanovník Jan z Pomuku[7])
- 1398 Joannes ze Sán[6] (Jan ze Sán[7])
- 1401 Adamus z Vlčího Pole[6] (Ada z Vlčího Pole[7])
- 1411 Petrus z Řitonic[6] (Petr, dříve působící v Řitonicích, po jeho smrti ustanoven kněz Václav[7])
- Wenceslaus[6] (Václav[7])
- 1419 Crux[6] (Kruk, Cruci[7])
  - V následujících letech se zdůvodu nedostatku kněží stal mcelský kostel filiálním. Připadl nejprve k Rožďalovicím, později k Osenicím. V roce 1652 kostel údajně vyhořel. 18. května 1759 byla vydána fundační listina obnovující farnost. Připojeny byly Studce a Seletice.[7]
- 1759 Wenceslaus Schramek[6]
- 1777 Josephus Khern[6]
- 1784 František Ferdinand Tachetzky (Tachecí), † 19. 2. 1814[6] (1759 František Ferdinand Tachetzy ze Šťáhlav v Čechách, 1787 ustanoven prvofarářem, † 19. 3. 1814[7])
  - 1802 Josef Hušněra z Chrudimi, kaplan[7]
  - 1804 Matyáš Fišer, kaplan[7]
  - 1804 František Březina, kaplan[7]
  - 1804 Josef Kramář, kaplan[7]
  - 1808 František Vetešník, kaplan[7]
- 1815 (1814[7]) Jan Haudt,[6] farář,[7] n. 14. 5. 1754 Prag., o. 21. 9. 1780, † 28. 11. 1826[6] († 12. 11. 1826[7])
- 1828 Josef Alois Renner[6] (z Mnichova Hradiště[7]), n. 25. 11. 1793 Hradiště, o. 24. 8. 1820, † 19. 7. 1859[6] († 19. 7. 1860[7])
  - 1851 Jan Pacák, kaplan[7]
  - 1852 František Krupička, kaplan[7]
  - 1854 Jan B. G. Čuban, kaplan[7]
- 1860 Jan B. Gotthard Čuban[6] (farář, později arciděkan od roku 1908[7]), n. 26. 6. 1823 Obrubec, o. 25. 7. 1849, † 11. 4. 1911[6]
  - 1906 Václav Otta ze Žerčic, kaplan[7]
- 1909 (1908[7]) Václav Otta,[6] farář,[7] n. 30. 8. 1870 Žerčice, o. 27. 3. 1898, † 30. 7. 1931[6] (31. 7. 1931[7])
- 1932 (1931[7])  par. vacat, admin. exc. z Loučeně Vojtěch Černý[6]
- 1933 Jan Šváb[6] (z Bojanovic u Hodonína[7]), n. 14. 6. 1889 Dol. Bojanovice, o. 29. 6. 1924, † 14. 1. 1941[6] (11. 1. 1941[7])
- 1941 Josef Tržický, interkalární administrátor,[6] († 9. 9. 1961[7])
- 1941 Josef Slavík[6] (z Mrkvojed u Mnichova Hradiště[7]), interkalární administrátor[6]
- 1. 12. 1942 Stanislav Rozkopal,[6] farář,[7] n. 13. 9. 1913 Koběřice, o. 27. 6 1937, † 7. 5. 1982[6]
- 1. 5. 1953 Augustin Rokyta[6] (z Hrubého Jeseníku[7]), admin. exc.,[6] † 20. 3. 1966[7]
- 30. 12. 1953 Miroslav Brabec,[6] farář (z Dolních Počernic, † 17. 4. 1998[7])
- 29. 12. 1956 Augustin Rokyta[6] (z Hrubého Jeseníku[7]), admin. exc.,[6] † 20. 3. 1966[7]
- 1. 2. 1957 Rudolf Zimandl, farář
- 15. 10. 2004 Jan Fexa
- 15. 7. 2008 Milan Matfiak, administrátor
- 1. 7. 2016 Lukáš Hrabánek, farář[6][8]
  - 2022 Mgr. Jaroslav Pekárek, výpomocná jáhenská služba[6]
- 15. 3. 2023 František Janíček, admin. exc. z Dobrovic[6]

Kromě kněží stojících v čele farnosti, se mohli ve farnosti v průběhu její historie příležitostně vyskytovat i jiní kněží.

### Kněží rodáci z farnosti Mcely
- František Kordač

## Území farnosti
Do farnosti náleží území obce:
- Mcely
- Seletice
- Studce[3]

## Římskokatolické sakrální stavby a místa kultu na území farnosti
| | Fotografie             | Stavba                                | Místo                  | Bohoslužby                                       | Zeměpisné souřadnice                                                 | Status                 | Číslo kulturní památky                       |
| Kostel s farou a kaple | Kostel s farou a kaple | Kostel s farou a kaple                | Kostel s farou a kaple | Kostel s farou a kaple                           | Kostel s farou a kaple                                               | Kostel s farou a kaple | Kostel s farou a kaple                       |
| --- | ---------------------- | ------------------------------------- | ---------------------- | ------------------------------------------------ | -------------------------------------------------------------------- | ---------------------- | -------------------------------------------- |
| 1. |                        | Kostel sv. Václava                    | Mcely                  | bližší informace o bohoslužbách                  | uprostřed hřbitova 50°17′49″ s. š., 15°4′37″ v. d.                   | farní kostel           | 33925/2-1876 (Pk•MIS•Sez•Obr•WD) (Q20860630) |
| 2. |                        | Fara                                  | Mcely                  | —                                                | Mcely 20 50°17′47″ s. š., 15°4′38″ v. d.                             | sídlo farního úřadu    | 32721/2-1875 (Pk•MIS•Sez•Obr•WD) (Q31206283) |
| 3. |                        | Kaple sv. Cyrila a Metoděje           | Studce                 | poutní mše svatá na svátek sv. Cyrila a Metoděje | 50°17′34″ s. š., 15°2′56″ v. d.                                      | obecní kaple           | —                                            |
| Hřbitovy a zvonice |                        |                                       |                        |                                                  |                                                                      |                        |                                              |
| 4. |                        | Hřbitov                               | Mcely                  | bližší informace o bohoslužbách                  | okolo kostela 50°17′49″ s. š., 15°4′37″ v. d.                        | farní hřbitov          | —                                            |
| 5. |                        | Hřbitov                               | Seletice               | —                                                | na západě obce 50°19′15″ s. š., 15°5′30″ v. d.                       | obecní hřbitov         | —                                            |
| 6. |                        | Dřevěná zvonice                       | Mcely                  | —                                                | u hřbitova 50°17′49″ s. š., 15°4′38″ v. d.                           | zvonice                | 33925/2-1876 (Pk•MIS•Sez•Obr•WD) (Q20860630) |
| 7. |                        | Zvonička                              | Seletice               | —                                                | náves 50°19′20″ s. š., 15°5′43″ v. d.                                | zvonice                | —                                            |
| Sochy |                        |                                       |                        |                                                  |                                                                      |                        |                                              |
| 8. |                        | Socha sv. Jana Nepomuckého            | Mcely                  | —                                                | náves, východní části obce 50°17′47″ s. š., 15°4′27″ v. d.           | socha                  | 25996/2-1878 (Pk•MIS•Sez•Obr•WD) (Q37819434) |
| 9. |                        | Socha Panny Marie                     | Seletice               | —                                                | náves 50°19′20″ s. š., 15°5′42″ v. d.                                | socha                  | 17402/2-3143 (Pk•MIS•Sez•Obr•WD) (Q38094840) |
| 10. |                        | Sloup se sousoším Nejsvětější Trojice | Studce                 | —                                                | 50°17′32″ s. š., 15°3′16″ v. d.                                      | sousoší                | 23567/2-3146 (Pk•MIS•Sez•Obr•WD) (Q38140058) |
| 11. |                        | Socha sv. Jana Nepomuckého            | Studce                 | —                                                | náves 50°17′30″ s. š., 15°3′2″ v. d.                                 | socha                  | 46104/2-1963 (Pk•MIS•Sez•Obr•WD) (Q38140062) |
| Venkovní kříže |                        |                                       |                        |                                                  |                                                                      |                        |                                              |
| 12. |                        | Venkovní kříž                         | Mcely                  | —                                                | obecní park 50°17′45″ s. š., 15°4′32″ v. d.                          | krucifix               | 14724/2-1877 (Pk•MIS•Sez•Obr•WD) (Q37819421) |
| 13. |                        | Venkovní kříž                         | Mcely                  | —                                                | pod alejí při cestě ke kostelu 50°17′48″ s. š., 15°4′37″ v. d.       | krucifix               | —                                            |
| 14. |                        | Venkovní kříž                         | Mcely                  | —                                                | na severu obce, při cestě do Seletic 50°18′23″ s. š., 15°4′37″ v. d. | krucifix               | —                                            |
| 15. |                        | Venkovní kříž                         | Seletice               | —                                                | podél cesty směrem na Mcely 50°19′18″ s. š., 15°5′36″ v. d.          | krucifix               | —                                            |
| 16. |                        | Venkovní kříž                         | Seletice               | —                                                | podél cesty směrem na Prodašice 50°19′25″ s. š., 15°5′38″ v. d.      | krucifix               | —                                            |
| 17. |                        | Venkovní kříž                         | Seletice               | —                                                | poblíž Návesního rybníka 50°19′12″ s. š., 15°6′11″ v. d.             | krucifix               | —                                            |
| 18. |                        | Venkovní kříž                         | Studce                 | —                                                | náves 50°17′34″ s. š., 15°2′57″ v. d.                                | krucifix               | —                                            |
| Některé drobné sakrální stavby a pamětihodnosti lze dohledat zde v databázi Drobné sakrální památky Zaniklé sakrální stavby lze dohledat zde v databázi Poškozené a zničené kostely, kaple a synagogy v České republice |                        |                                       |                        |                                                  |                                                                      |                        |                                              |

## Památky ve farnosti

### Farní kostel sv. Václava
Farní kostel stojí na hřbitově nad farou, je orientován směrem k východu a je v gotickém stylu. Presbytář je pětiboce uzavřen, a je zaklenut krásně zachovalou žebrovou klenbou. Hlavní oltář je barokní, s klasicizující mensou. Loď má dřevěný trámový strop.
V kostelní lodi na levé straně bývala ve vitrině soška Madony s Ježíškem. K této sošce se váže událost z roku 1834, kdy vypukl v kostele malý požár. Vitrina značně ohořela, sošce se však nic nestalo, a nějakou dobu se hovořilo o zázraku. Soška byla v kostele až do roku 1991, kdy byla poškozena zloději, a následně pro jistotu přemístěna do diecézního depozitáře v Litoměřicích. Ve vitrině je dnes zarámovaná fotografie sošky.

### Zvonice
Zvonice u kostela je samostatně stojící věžovitá stavba se zděným přízemím a dřevěným patrem. Přízemí sloužilo dříve coby márnice.
Ve zvonové stolici v patře zvonice je zavěšen zvon Václav. Ulit byl ze zbytků původního zvonu zničeného požárem, a to v roku 1631 v dílně Václava Hytycha v Mladé Boleslavi. Dříve zde býval ještě menší zvon Vojtěch, který je od rekvizice za 2. světové války nezvěstný.

### Fara

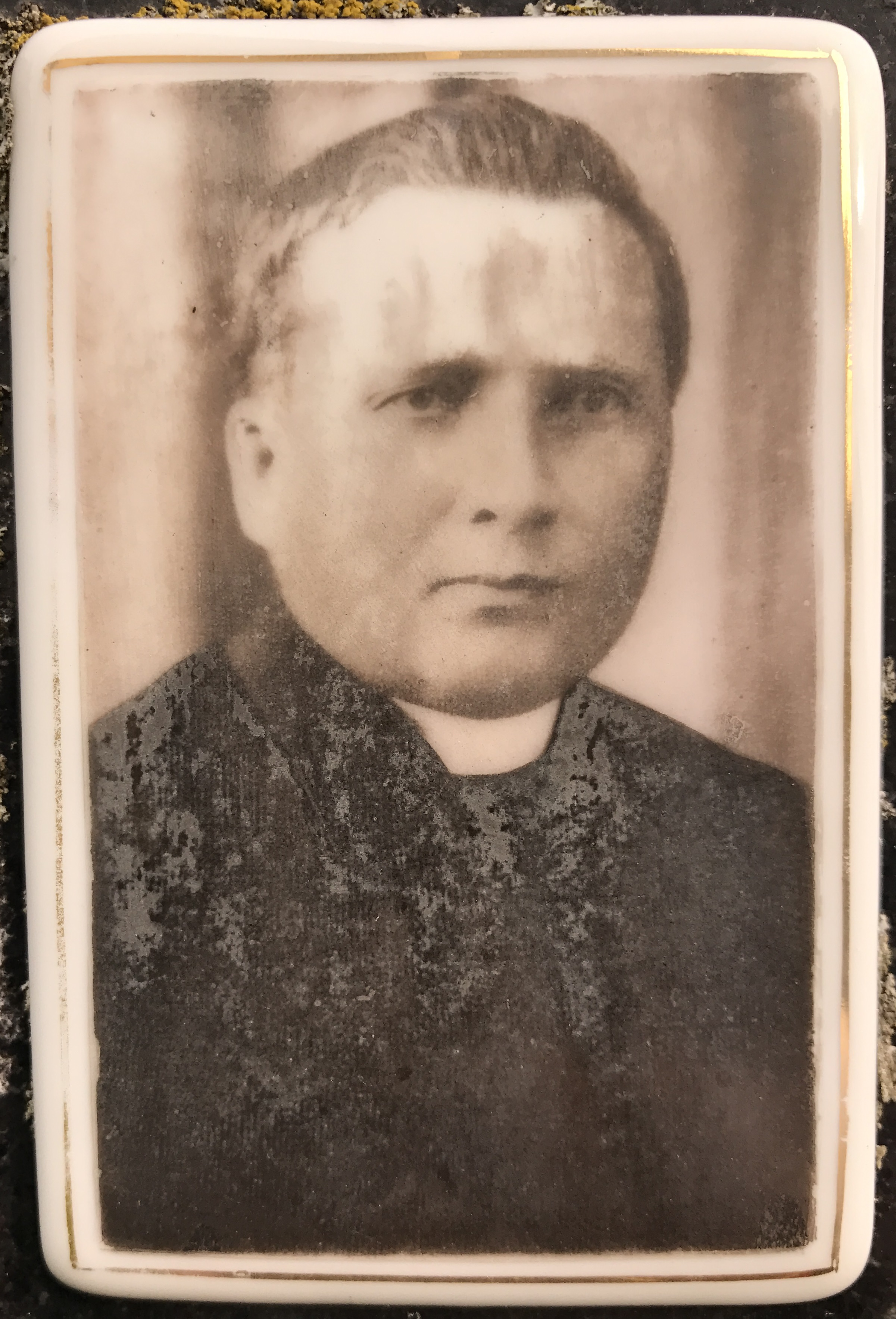
Detail hrobu s portrétem P. Jana Švába na hřbitově ve Mcelích

Fara pod kostelem je krásnou ukázkou venkovské barokní architektury. Vybudována byla za přispění majitelů panství v roce 1777. Je to patrová budova, v přízemí jsou klenby, v patře ploché stropy. Fara byla naposled opravována ve druhé dekádě 21. století.

## Farní obvod
Duchovní správce ze Mcel administroval excurrendo do 15. března 2023 také farnosti: Bošín, Hrubý Jeseník, Křinec, Loučeň, Rožďalovice a Žitovlice. Poté se tyto farnosti staly součástí farního obvodu děkanství Dobrovice.